# Кучко-Памаш
Кучко́-Пама́ш (рос. Кучко-Памаш, марій. Кораксола) — присілок у складі Моркинського району Марій Ел, Росія. Входить до складу Моркинського міського поселення.

## Населення
Населення — 327 осіб (2010; 370 у 2002).
Національний склад (станом на 2002 рік):
- лучні марійці — 100 %